# Duncan McDougall
Duncan McDougall, född den 14 mars 1959 i Aylesbury i Storbritannien, är en brittisk roddare.
Han tog OS-silver i åtta med styrman i samband med de olympiska roddtävlingarna 1980 i Moskva.